# 2020-as magyar atlétikai bajnokság
A 2020-as magyar atlétikai bajnokság a 125. bajnokság volt. Az 50 km-es gyaloglást március 21-én rendezték volna. A Szlovák Atlétikai Szövetség a járványhelyzet miatt, egy héttel a verseny előtt elhalasztotta, így a magyar bajnokság elmaradt. A versenyt az olimpiai kvalifikáció szünetelése, a korlátozott felkészülési lehetőségek, a kezdődő olimpiai felkészülés, valamint a Nemzetközi Atlétikai Szövetség által bevezetésre kerülő távváltás miatt, 35 km-en pótolták októberben, Budapesten. A 20 km-es gyaloglást április 19-ről, a 10 000 métert május 17-ről szeptember 27-re halasztották. A május 16-i váltóbajnokság elmaradt.

## Időpontok
- téli dobó bajnokság: március 7., Szombathely
- többpróba: július 25–26., Budapest
- pályabajnokság: augusztus 8–9., Budapest, Lantos Mihály Sportközpont
- félmaraton: szeptember 6., Budapest
- 10 000 m: szeptember 27., Budapest
- 20 km-es gyaloglás: szeptember 27., Békéscsaba
- maraton: október 11., Budapest
- mezeifutás: október 24., Kecskemét
- 35 km gyaloglás: október 25., Budapest

## Eredmények

### Férfiak
| Versenyszám            | Arany                                                                     | Arany    | Ezüst                                                                 | Ezüst                 | Bronz                                                                   | Bronz                 |
| ---------------------- | ------------------------------------------------------------------------- | -------- | --------------------------------------------------------------------- | --------------------- | ----------------------------------------------------------------------- | --------------------- |
| 100 m                  | Máté Tamás Ferencvárosi TC                                                | 10,54    | Boros Bence Szolnoki MÁV                                              | 10,55                 | Szabó Dániel Alba Regia AK                                              | 10,67                 |
| 200 m                  | Máté Tamás Ferencvárosi TC                                                | 21,03    | Boros Bence Szolnoki MÁV                                              | 21,46                 | Ajide Dániel Gödöllői EAC                                               | 21,52                 |
| 400 m                  | Ajide Dániel Gödöllői EAC                                                 | 47.55    | Pozsgai Dániel Újpesti TE                                             | 47,68                 | Molnár Attila Sportolj Velünk SE                                        | 47,99                 |
| 800 m                  | Vindics Balázs Újpesti TE                                                 | 1:46,50  | Kiss Gergő Sportolj Velünk SE                                         | 1:48,49               | Együd Máté TFSE                                                         | 1:49,29               |
| 1500 m                 | Szögi István Sportolj Velünk SE                                           | 3:54,67  | Pápai Márton Gödöllői EAC                                             | 3:55,13               | Kiss Gergő Sportolj Velünk SE                                           | 3:55,19               |
| 5000 m                 | Szögi István Sportolj Velünk SE                                           | 14:40,69 | Fazekas Milán Kecskeméti ARC                                          | 14:45,97              | Zsetnyai Ákos Sportolj Velünk SE                                        | 14:48,18              |
| 10 000 m               | Szemerei Levente Szekszárdi Sportközpont                                  | 30:12,40 | Csere Gáspár BEAC                                                     | 30:13,94              | Palkovits István Kecskeméti ARC                                         | 30:16,32              |
| maraton                | Csere Gáspár BEAC                                                         | 2:17:43  | Jenkei Péter Vasas                                                    | 2:20:58               | Fehér Márk Jogging Plus                                                 | 2:35:30               |
| 110 m gát              | Szűcs Valdó Zalaegerszegi AC                                              | 13,66    | Baji Balázs Bp. Honvéd                                                | 13,88                 | Szeles Bálint Egri Sportiskola SE                                       | 13,96                 |
| 400 m gát              | Koroknai Máté Debreceni SC-SI                                             | 50,56    | Koroknai Tibor Debreceni SC-SI                                        | 51,02                 | Bencsik Ádám Ikarus BSE                                                 | 53,30                 |
| 3000 m akadály         | Palkovits István Kecskeméti ARC                                           | 8:54,77  | Szemerei Levente Szekszárdi Sportközpont                              | 9:19,01               | Nick Márton Sportolj Velünk SE                                          | 9:28,98               |
| 4 × 100 m              | Kádasi Zalán Osztrogonácz András Illovszky Dominik Baji Balázs Bp. Honvéd | 40,90    | Pázmándi Dominik Boros Bence Sipos János Ecseki Dániel Szolnoki MÁV   | 41,18                 | Illovszky Dániel Máté Tamás Szabó László Varga Dániel Ferencvárosi TC   | 41,41                 |
| 4 × 400 m              | Tarlukács Ádám Kazi Tamás Enyingi Patrik Szabó László Ferencvárosi TC     | 3:16,04  | Kubasi János Kiss Gergő Szögi István Molnár Attila Sportolj Velünk SE | 3:16,25               | Birovecz Ben Jordán Pozsgai Dániel Vörös Márk Vindics Balázs Újpesti TE | 3:16,68               |
| 5000 m gyaloglás       | Helebrandt Máté Nyíregyházi SC                                            | 20:26,41 | Venyercsán Bence Bp. Honvéd                                           | 20:40,78              | Bagdány Tomasz Tatabányai SC                                            | 21:14,22              |
| 20 km gyaloglás        | Helebrandt Máté Nyíregyházi SC                                            | 1:23:22  | Venyercsán Bence Bp. Honvéd                                           | 1:24:53               | Srp Miklós Bp. Honvéd                                                   | 1:27:22               |
| 35 km gyaloglás        | Venyercsán Bence Bp. Honvéd                                               | 2:40:34  | Srp Miklós Bp. Honvéd                                                 | 2:49:35               | Papp Ferenc Szegedi VSE                                                 | 3:16:13               |
| magasugrás             | Jankovics Dániel MTK                                                      | 2,20 m   | Bakosi Péter Nyíregyházi SC                                           | 2,17 m                | Hodossy-Takács Sámuel Debreceni SC-SI                                   | 2,11 m                |
| rúdugrás               | Nagy Marcell MTK                                                          | 5,10 m   | Simonváros Csanád Gödöllői EAC                                        | 5,10 m                | Bánovics József Gödöllői EAC                                            | 4,70 m                |
| távolugrás             | Galambos Tibor Ferencvárosi TC                                            | 7,29 m   | Bánhidi Bence Ferencvárosi TC                                         | 6,98 m                | Nagy Milán Szolnoki MÁV                                                 | 6,95 m                |
| hármasugrás            | Galambos Tibor Ferencvárosi TC                                            | 15,62 m  | Pál Robin Nyíregyházi SC                                              | 15,23 m               | Szenderffy Dániel Dunakeszi VSE                                         | 15,10 m               |
| súlylökés              | Tóth Balázs Nyíregyházi SC                                                | 17,18 m  | Detrik Balázs Ikarus BSE                                              | 16,80 m               | Kovács László Ikarus BSE                                                | 16,68 m               |
| diszkoszvetés          | Huszák János Ferencvárosi TC                                              | 61,58 m  | Kővágó Zoltán Szolnoki Honvéd                                         | 57,32 m               | Halász Bence Dobó SE                                                    | 54,54 m               |
| kalapácsvetés          | Halász Bence Dobó SE                                                      | 79,88 m  | Pars Krisztián Dobó SE                                                | 74,35 m               | Rába Dániel Dobó SE                                                     | 73,19 m               |
| gerelyhajítás          | Rivasz-Tóth Norbert Szolnoki MÁV                                          | 79,83 m  | Járvás Máté Újpesti TE                                                | 74,07 m               | Schmölcz Márk Tatabányai SC                                             | 69,64 m               |
| tízpróba               | Galambos Tibor Ferencvárosi TC                                            | 6759     | Tóth Zsombor Gödöllői EAC                                             | 6637                  | Kriszt Botond Gödöllői EAC                                              | 6271                  |
| tízpróba csapat        | Tóth Zsombor Kriszt Botond Szamosi András Gödöllői EAC                    | 19 051   | Seres Soma Németh Zsolt Polk Bálint MAFC                              | 12 530                | Több induló nem volt.                                                   | Több induló nem volt. |
| félmaraton             | Csere Gáspár BEAC                                                         | 1:06:30  | Jenkei Péter Vasas                                                    | 1:08:09               | Koszár Zsolt VEDAC                                                      | 1:08:11               |
| félmaraton csapat      | Csere Gáspár Farkas Dárius Csontos Imre BEAC                              | 3:31:24  | Koszár Zsolt Kovács Tamás Kis Áron VEDAC                              | 3:32:46               | Kovács Attila Horváth György Jacsev Sámuel Szombathelyi ESE             | 3:34:45               |
| maraton csapat         | Csere Gáspár Csontos Imre Koch Ágoston BEAC                               | 7:50:31  | Bulitka László Tugyi Levente Kánai Roland Diósgyőri VTK               | 8:12:26               | Több induló nem volt.                                                   | Több induló nem volt. |
| 20 km gyaloglás csapat | Venyercsán Bence Srp Miklós Kovács András Bp. Honvéd                      | 4:44:58  | Tóth Norbert Soltész Benjamin Nyerges Balázs Hunyadi DSE              | 5:35:08               | Több induló nem volt.                                                   | Több induló nem volt. |
| 35 km gyaloglás csapat | Venyercsán Bence Srp Miklós Kovács András Bp. Honvéd                      |          | Több induló nem volt.                                                 | Több induló nem volt. | Több induló nem volt.                                                   | Több induló nem volt. |
| mezeifutás             | Bicsák Bence PSN Zrt                                                      | 23:14    | Szemerei Levente Szekszárdi Sportközpont                              | 23:22                 | Pápai Márton Gödöllői EAC                                               | 23:28                 |
| mezeifutás csapat      | Szögi István Nick Márton Kiss Gergő Sportolj Velünk SE                    | 26       |                                                                       |                       |                                                                         |                       |

### Nők
| Versenyszám            | Arany                                                                       | Arany    | Ezüst                                                                     | Ezüst                 | Bronz                                                            | Bronz                 |
| ---------------------- | --------------------------------------------------------------------------- | -------- | ------------------------------------------------------------------------- | --------------------- | ---------------------------------------------------------------- | --------------------- |
| 100 m                  | Kozák Luca Debreceni SC-SI                                                  | 11,64    | Csóti Jusztina Ferencvárosi TC                                            | 11,94                 | Takács Boglárka Alba Regia AK                                    | 12,02                 |
| 200 m                  | Nagy Vanessza Ferencvárosi TC                                               | 24,34    | Csóti Jusztina Ferencvárosi TC                                            | 24,39                 | Nádházy Evelin Gödöllői EAC                                      | 24,43                 |
| 400 m                  | Molnár Janka Budafoki MTE                                                   | 53,25    | Nádházy Evelin Gödöllői EAC                                               | 53,84                 | Mátó Sára Alba Regia AK                                          | 54,39                 |
| 800 m                  | Bartha-Kéri Bianka Sportolj Velünk SE                                       | 2:05,08  | Répássy Hanna Horn-Bercsényi DSE                                          | 2:07,37               | Ferencz Anna TFSE                                                | 2:07,85               |
| 1500 m                 | Wagner-Gyürkés Viktória Ikarus BSE                                          | 4:15,92  | Varga Gréta Sportolj Velünk SE                                            | 4:28,38               | Ohn Kinga BEAC                                                   | 4:31,77               |
| 5000 m                 | Wagner-Gyürkés Viktória Ikarus BSE                                          | 16:17,51 | Tóth Lili Anna Bp. Honvéd                                                 | 16:24,05              | Pataki Anna KSI                                                  | 16:28,60              |
| 10 000 m               | Böhm Lilla Bp. Honvéd                                                       | 34:53,42 | Kácser Zita Debreceni SC-SI                                               | 35:07,14              | Kovács-Garami Katalin Bp. Honvéd                                 | 35:46,05              |
| maraton                | Szabó Tünde Pécsi VSK                                                       | 2:43:39  | Ménes Anita Tiszakécske VSE                                               | 2:47:33               | Erdélyi Zsófia Újpesti TE                                        | 2:49:45               |
| 100 m gát              | Kozák Luca Debreceni SC-SI                                                  | 12,97    | Kerekes Gréta Debreceni SC-SI                                             | 13,16                 | Répási Petra Gödöllői EAC                                        | 13,37                 |
| 400 m gát              | Molnár Janka Budafoki MTE                                                   | 56,94    | Mátó Sára Alba Regia AK                                                   | 57,34                 | Horváth Dóra Ikarus BSE                                          | 59,56                 |
| 3000 m akadály         | Tóth Lili Anna Bp. Honvéd                                                   | 10:10,22 | Kácser Zita Debreceni SC-SI                                               | 10:22,18              | Mógor Boglárka Bp. Honvéd                                        | 10:30,81              |
| 4 × 100 m váltó        | Répási Petra Pótha Johanna Dobránszky Laura Nádházy Evelin Gödöllői EAC     | 46,53    | Edőcs Fanni Csóti Jusztina Nagy Vanessza Király Adél Ferencvárosi TC      | 47,28                 | Skriván Bíbor Bognár Anna Bartha Lilla Farkas Petra Bp. Honvéd   | 47,34                 |
| 4 × 400 m váltó        | Répási Petra Csernyánszky Sára Dobránszky Laura Nádházy Evelin Gödöllői EAC | 3:45,94  | Kéri Bettina Varga Gréta Göncz Anna Bartha-Kéri Bianka Sportolj Velünk SE | 3:47,58               | Zsiga Mónika Enesei Rita Takács Boglárka Mátó Sára Alba Regia AK |                       |
| 5000 m gyaloglás       | Kovács Barbara Békéscsabai AC                                               | 23:42,85 | Récsei Rita Bp. Honvéd                                                    | 24:08,05              | Csörgő Dóra Hunyadi DSE                                          | 24:48,21              |
| 20 km gyaloglás        | Kovács Barbara Békéscsabai AC                                               | 1:34:20  | Récsei Rita Bp. Honvéd                                                    | 1:40:14               | Récsei Petra Bp. Honvéd                                          | 1:49:54               |
| 35 km gyaloglás        | Récsei Rita Bp. Honvéd                                                      | 3:08:24  | Bodorkós-Horváth Katalin Dobó SE                                          | 3:41:49               | Nem volt több induló.                                            | Nem volt több induló. |
| magasugrás             | Szabó Barbara Újpesti TE                                                    | 1,84 m   | Fekete Fédra Bp. Honvéd                                                   | 1,75 m                | Nemes Rita Diósgyőri VTK                                         | 1,75 m                |
| rúdugrás               | Klekner Hanga Debreceni SC-SI                                               | 4,00 m   | Szabó Diana MTK                                                           | 4,00 m                | Garamvölgyi Petra PSN Zrt                                        | 3,80 m                |
| távolugrás             | Nguyen Anasztázia MTK                                                       | 6,42 m   | Farkas Petra Bp. Honvéd                                                   | 6,33 m                | Lesti Diana Tatabányai SC                                        | 6,23 m                |
| hármasugrás            | Szűcs Szabina Kecskeméti ARC                                                | 12,98 m  | Áts Viktória Tatabányai SC                                                | 12,82 m               | Hoffer Krisztina Tatabányai SC                                   | 12,79 m               |
| súlylökés              | Veiland Violetta Maximus SE                                                 | 15,50 m  | Váradi Krisztina Maximus SE                                               | 14,19 m               | Krizsán Xénia MTK                                                | 13,76 m               |
| diszkoszvetés          | Kerekes Dóra Nyíregyházi SC                                                 | 54,74 m  | Váradi Krisztina Maximus SE                                               | 49,51 m               | Kövér Fanni VEDAC                                                | 46,87 m               |
| kalapácsvetés          | Gyurátz Réka Dobó SE                                                        | 69,31 m  | Orbán Éva VEDAC                                                           | 63,26 m               | Németh Zsanett Dobó SE                                           | 57,14 m               |
| gerelyhajítás          | Szilágyi Réka Debreceni SC-SI                                               | 59,04 m  | Kövér Fanni VEDAC                                                         | 52,63 m               | Bogdán Annabella Békéscsabai AC                                  | 49,65 m               |
| hétpróba               | Krizsán Xénia MTK                                                           | 6263     | Nemes Rita Diósgyőri VTK                                                  | 6192                  | Szűcs Szabina Kecskeméti ARC                                     | 5369                  |
| hétpróba csapat        | Krizsán Xénia Kovács Vivien Marosi Viktória MTK                             | 15 336   | Bartha Lilla Fekete Fanni Kószó Dalma Bp. Honvéd                          | 11 633                | Nyeste Ágnes Zsunyi-Horváth Anikó Szatmári Judit Békési DAC      | 10 856                |
| félmaraton             | Kovács-Garami Katalin Bp. Honvéd                                            | 1:18:53  | Szabó Nóra Margitszigeti AC                                               | 1:19:11               | Szabó Tünde Pécsi VSK                                            | 1:19:19               |
| félmaraton csapat      | Kovács-Garami Katalin Bánhidi Eszter Horváth Tímea Bp. Honvéd               | 4:08:39  | Ménes Anita Bor Katalin Kréz Zsófia Tiszakécske VSE                       | 4:21:58               | Weibl Anissa Brassay Réka Barabás Eszter VEDAC                   | 4:29:33               |
| maraton csapat         | Ménes Anita Bor Katalin Kréz Zsófia Tiszakécske VSE                         | 9:11:21  | Molnár Barbara Juhász-Ladányi Tímea Vajda Zsuzsanna Margitszigeti AC      | 9:39:27               | Nem volt több induló.                                            | Nem volt több induló. |
| mezeifutás             | Böhm Lilla Bp. Honvéd                                                       | 16:41    | K. Szabó Gabriella Debreceni SC-SI                                        | 17:20                 | Nagy Julianna Margitszigeti AC                                   | 17:21                 |
| mezeifutás csapat      | Böhm Lilla Mógor Boglárka Bánhidi Eszter Bp. Honvéd                         |          |                                                                           |                       |                                                                  |                       |
| 20 km gyaloglás csapat | Récsei Rita Récsei Petra Komoróczy Laura Bp. Honvéd                         | 5:28:54  | Több induló nem volt.                                                     | Több induló nem volt. | Több induló nem volt.                                            | Több induló nem volt. |

## Téli dobóbajnokság
Férfiak
| Versenyszám   | Arany                            | Arany   | Ezüst                             | Ezüst   | Bronz                 | Bronz   |
| ------------- | -------------------------------- | ------- | --------------------------------- | ------- | --------------------- | ------- |
| diszkoszvetés | Huszák János Ferencvárosi TC     | 63,03 m | Szikszai Róbert Nyíregyházi SC    | 61,20 m | Halász Bence Dobó SE  | 57,06 m |
| kalapácsvetés | Halász Bence Dobó SE             | 76,66 m | Pars Krisztián Dobó SE            | 73,24 m | Rába Dániel Dobó SE   | 72,11 m |
| gerelyhajítás | Rivasz-Tóth Norbert Szolnoki MÁV | 80,97 m | Schmölcz Márk Xavér Tatabányai SC | 69,73 m | Rab Attila Ikarus BSE | 68,99 m |

Nők
| Versenyszám   | Arany                         | Arany   | Ezüst                       | Ezüst   | Bronz                        | Bronz   |
| ------------- | ----------------------------- | ------- | --------------------------- | ------- | ---------------------------- | ------- |
| diszkoszvetés | Márton Anita Békéscsabai AC   | 57,16 m | Kerekes Dóra Nyíregyházi SC | 51,03 m | Váradi Krisztina Maximus SE  | 47,46 m |
| kalapácsvetés | Gyurátz Réka Dobó SE          | 68,96 m | Orbán Éva VEDAC             | 65,32 m | Németh Zsanett Dobó SE       | 63,76 m |
| gerelyhajítás | Szilágyi Réka Debreceni SC-SI | 61,29 m | Máté Fanni VEDAC            | 49,03 m | Misák Dominika Tatabányai SC | 45,45 m |